# Восьмая пятилетка
Восьмая пятилетка (1966—1970) — восьмой пятилетний план развития народного хозяйства СССР. В связи с достигнутыми впечатляющими экономическими показателями получила неофициальное название «Золотая пятилетка».

## История
Восьмой пятилетний план разрабатывался исходя из Директив XXIII съезда КПСС (1966), провозгласившего переход от административных к экономическим методам управления народным хозяйством; а также решений Октябрьского (1964), Мартовского и Сентябрьского (1965) пленумов ЦК КПСС, на которых была выработана долгосрочная программа дальнейшего подъёма экономики страны.

## Экономические показатели
За пятилетие национальный доход вырос на 42%, объём валовой продукции промышленности — на 51%, сельского хозяйства — на 21%.
Было закончено формирование единой энергетической системы Европейской части СССР и создана объединённая энергосистема Центральной Сибири. Началось освоение Тюменского нефтегазодобывающего комплекса.
В годы восьмой пятилетки вступили в строй:
- Братская, Красноярская и Саратовская гидроэлектростанции, Приднепровская ГРЭС;
- первая очередь Волжского автомобильного завода в Тольятти, Западно-Сибирский металлургический комбинат и Карагандинский металлургический комбинат;
- Донецкая камвольно-прядильная фабрика, трикотажные фабрики в Волгограде, Шахтёрске и Лениногорске, обувные фабрики в Волгограде и Череповце[2].

Также, в 1970 году началось строительство экспериментального элеватора в городе Куйбышев (в это время являвшегося зерновым элеватором с крупнейшими в мире силосными башнями).